# Duck and Cover
Duck and Cover es un cortometraje documental realizado en 1951 en los Estados Unidos que muestra con el personaje animado de una tortuga llamada Bert cómo protegerse de una explosión nuclear. Fue estrenado en enero de 1952.